# Collection Simon Bauer
Pour les articles homonymes, voir Bauer.
La collection Simon Bauer comprenait 93 œuvres issues principalement de l'école impressionniste. Rassemblée à Paris par le collectionneur d'art français de confession juive Simon Bauer (1862-1947), elle fut volée en octobre 1943 durant l'occupation allemande avec la complicité du régime de Vichy. Depuis la Libération de la France, quelques-unes des toiles réapparaissent à l'occasion de ventes aux enchères ou d'expositions dans des musées. 

## Histoire

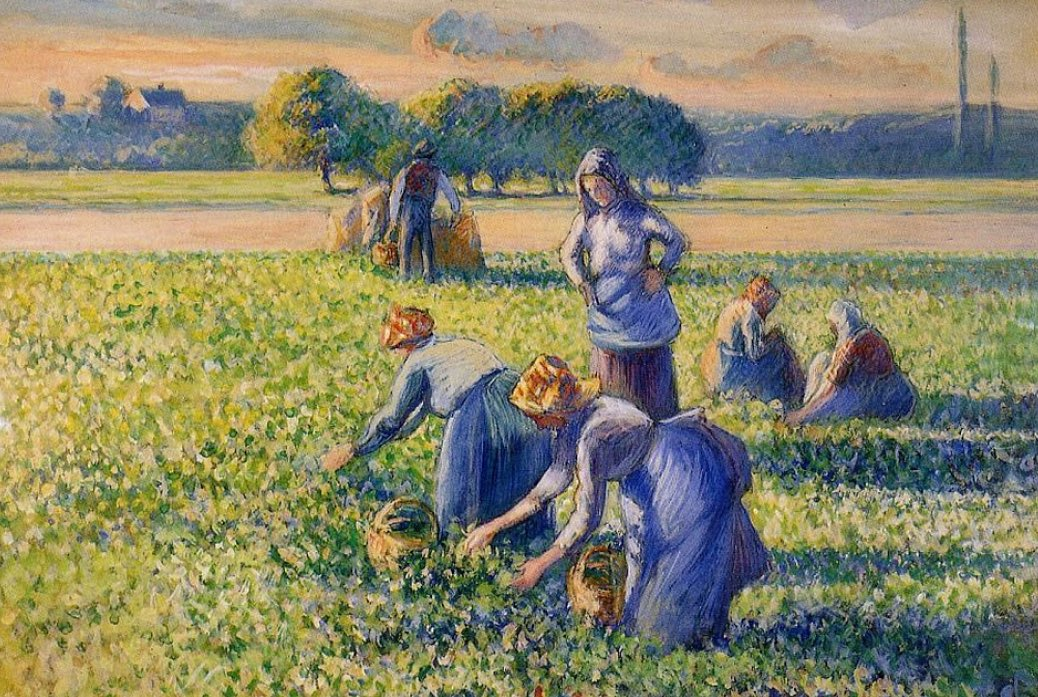
Camille Pissarro, La Cueillette des pois (1887), tableau restitué en 2017.

Né le 11 juillet 1862 à Romanswiller, Simon Bauer est le fils de Joseph Bauer (1822-?), négociant alsacien en tissus, et de Sara Roos (1826-?),. Après le conflit franco-prussien, les Bauer choisissent de rester français. Simon devient représentant de commerce à Paris. Le 20 avril 1890, il épouse Camille Franck (1867-1919) dont il a cinq enfants. Le couple vit au 12 boulevard de la Villette. En 1899, Simon Bauer fonde une entreprise de fabrication de chaussures. Il revend en partie son affaire en 1902 et devient rentier. Il entre en 1911 au conseil d'administration des Galeries Lafayette, position qu'il occupe jusque dans les années 1920.
Avant 1914, Simon Bauer voyage beaucoup et achète des tableaux modernes (liés aux courants du réalisme et de l'impressionnisme). Sa collection compte 93 tableaux selon l'inventaire établi par les autorités au moment de la spoliation, le 10 octobre 1943. Parmi ces tableaux, on dénombre 11 Pissarro (dont La Faneuse, Cour de ferme, Le rond-point de Pontoise, Pontoise au bord de l'eau, La Tricoteuse, La Couture, La Gardeuse d'oies, Femmes ramassant des pommes, Éragny, Trois Femmes au repos), 4 Sisley (Bords de l'eau à St Mammès, Route à flanc de coteaux, Le viaduc à St Mammès, Vaches au pâturage), 4 Boudin (dont Juan les Pins, Bateaux, La plage de Deauville), 1 Degas (Portrait de Rosita Maury) et 1 Berthe Morisot (La Femme à l'éventail). La vente est confiée à un marchand désigné par le Commissariat général aux questions juives.
L'année suivante, à l’été 1944, Simon Bauer est interné au camp de Drancy. Il est sauvé de la déportation par une grève des cheminots. Dès son retour du camp libéré de Drancy, en septembre 1944, Simon Bauer tente de récupérer les toiles qui lui ont été volées, mais sans grand succès : si quelques-unes sont demeurées au musée du Jeu de Paume, à Paris, dans l'attente d'être convoyées vers l'Allemagne nazie, la plupart ont disparu. Après la mort du collectionneur, le 1er janvier 1947, son petit-fils, Jean-Jacques Bauer, entreprend des recherches à son tour. En 1965, il parvient à localiser deux Pissarro mais ne peut en obtenir la restitution. Il continue son enquête pendant cinquante ans, encouragé par quelques réussites et, à partir de 2013, par la découverte du « trésor de Munich » détenu par Cornelius Gurlitt. Ainsi a-t-il retrouvé la trace des deux tiers de la collection, mais lui-même et sa famille n'en recouvrent la propriété que dans de rares cas.
Au mois de mai 2017, l'un des Pissarro (une gouache intitulée La Cueillette des pois, datée de 1887, 53,3 × 64,4 cm) réapparaît lors d'une exposition au musée Marmottan, après un parcours souterrain d'un demi-siècle. Jean-Jacques Bauer lance alors une procédure judiciaire qui aboutit en novembre 2017 à la restitution du tableau à la famille. Le 2 octobre 2018, la cour d'appel de Paris confirme ce jugement. Enfin, le 1er juillet 2020, la Cour de cassation valide cette restitution,.